# Chahtoul & Jouret Mehad
Chahtoul & Jouret Mehad è un centro abitato e comune (municipalité) del Libano situato nel distretto di Kisrawan, governatorato del Monte Libano.